# Svetovno prvenstvo športnih dirkalnikov sezona 1973
Svetovno prvenstvo športnih dirkalnikov sezona 1973 je bila enaindvajseta sezona Svetovnega prvenstva športnih dirkalnikov, ki je potekalo med 3. februarjem in 21. julijem 1973. Naslov konstruktorskega prvaka sta osvojila Matra (S) in Porsche (GT).

## Spored dirk
| Št | Ime                  | Dirkališče                     | Datum                 |
| -- | -------------------- | ------------------------------ | --------------------- |
| 1  | 24 ur Daytone        | Daytona International Speedway | 3. februar 4. februar |
| 2  | 6 ur Vallelunge      | Vallelunga                     | 25. marec             |
| 3  | 1000 km Dijona       | Dijon-Prenois                  | 15. april             |
| 4  | 1000 km Monze        | Autodromo Nazionale Monza      | 25. april             |
| 5  | 1000 km Spaja        | Circuit de Spa-Francorchamps   | 6. maj                |
| 6  | Targa Florio         | Palermo                        | 13. maj               |
| 7  | 1000 km Nürburgringa | Nürburgring                    | 27. maj               |
| 8  | 24 ur Le Mansa       | Circuit de la Sarthe           | 9. junij 10. junij    |
| 9  | 1000 km Zeltwega†    | Österreichring                 | 24. junij             |
| 10 | 6 ur Watkins Glena   | Watkins Glen International     | 21. julij             |

- † - Le za športne dirkalnike.

## Rezultati

### Po dirkah
| Št | Dirkališče        | Zmag. moštvo šp. dir.            | Zmag. moštvo GT                                | Poročilo |
| Št | Dirkališče        | Zmag. dirkača šp. dir.           | Zmag. dirkača GT                               | Poročilo |
| -- | ----------------- | -------------------------------- | ---------------------------------------------- | -------- |
| 1  | Daytona           | #59 Brumos Porsche               | #22 North American Racing Team                 | Poročilo |
| 1  | Daytona           | Hurley Haywood Peter Gregg       | François Migault Milt Minter                   | Poročilo |
| 2  | Vallelunga        | #5 Equipe Matra-Simca            | #9 Martini Racing                              | Poročilo |
| 2  | Vallelunga        | Henri Pescarolo Gérard Larrousse | Willi Kauhsen George Follmer                   | Poročilo |
| 3  | Dijon-Prenois     | #2 Equipe Matra-Simca            | #26 Martini Racing                             | Poročilo |
| 3  | Dijon-Prenois     | Henri Pescarolo Gérard Larrousse | Herbert Müller Gijs van Lennep                 | Poročilo |
| 4  | Monza             | #1 SpA Ferrari SEFAC             | #84 Porsche Kremer Racing                      | Poročilo |
| 4  | Monza             | Brian Redman Jacky Ickx          | Erwin Kremer Clemens Schickentanz              | Poročilo |
| 5  | Spa-Francorchamps | #5 Gulf Racing                   | #40 Martini Racing                             | Poročilo |
| 5  | Spa-Francorchamps | Derek Bell                       | Reinhold Joest George Follmer                  | Poročilo |
| 6  | Palermo           | #8 Martini Racing                | #106 Scuderia Brescia Corse                    | Poročilo |
| 6  | Palermo           | Herbert Müller Gijs van Lennep   | Giovanni Borri Mario Barone                    | Poročilo |
| 7  | Nürburgring       | #1 SpA Ferrari SEFAC             | #55 Porsche Kremer Racing                      | Poročilo |
| 7  | Nürburgring       | Brian Redman Jacky Ickx          | Paul Keller Jürgen Neuhaus Clemens Schikentanz | Poročilo |
| 8  | La Sarthe         | #11 Equipe Matra-Simca           | #39 Automobile Charles Pozzi                   | Poročilo |
| 8  | La Sarthe         | Henri Pescarolo Gérard Larrousse | Claude Ballot-Léna Vic Elford                  | Poročilo |
| 9  | Österreichring    | #11 Equipe Matra-Simca           | -                                              | Poročilo |
| 9  | Österreichring    | Henri Pescarolo Gérard Larrousse |                                                | Poročilo |
| 10 | Watkins Glen      | #33 Equipe Matra-Simca           | #16 Toad Hall Motor Racing                     | Poročilo |
| 10 | Watkins Glen      | Henri Pescarolo Gérard Larrousse | Milt Minter Michael Keyser                     | Poročilo |

### Konstruktorsko prvenstvo
Točkovanje po sistemu 20-15-12-10-8-6-4-3-2-1, točke dobi le najbolje uvrščeni dirkalnik posameznega konstruktorja. Stelo je sedem najboljših rezultatov.

#### Skupno prvenstvo
| Poz | Konstruktor | 1. | 2. | 3. | 4. | 5. | 6. | 7. | 8. | 9. | 10. | Skupaj |
| --- | ----------- | -- | -- | -- | -- | -- | -- | -- | -- | -- | --- | ------ |
| 1   | Matra       |    | 20 | 20 | 12 | 12 |    |    | 20 | 20 | 20  | 124    |
| 2   | Ferrari     | 15 | 15 | 15 | 20 | 10 |    | 20 | 15 | 12 | 15  | 115    |
| 3   | Porsche     | 20 | 8  | 3  | 3  | 8  | 20 | 10 | 10 | 3  | 6   | 82     |
| 4   | Mirage      |    |    | 8  |    | 20 |    |    |    | 10 | 10  | 48     |
| 5   | Lola        |    | 6  | 6  | 10 | 6  | 8  |    |    |    |     | 36     |
| 6   | Chevron     |    | 1  |    | 4  | 2  | 10 | 12 |    | 1  |     | 30     |
| 7   | Lancia      |    |    |    |    |    | 15 |    |    |    |     | 15     |
| 8   | Chevrolet   | 12 |    |    |    |    |    |    |    |    | 2   | 14     |
| 9   | Alfa Romeo  |    |    |    | 8  |    |    |    |    | 4  |     | 12     |

#### Prvenstvo GT
| Poz | Konstruktor | 1. | 2. | 3. | 4. | 5. | 6. | 7. | 8. | 10. | Skupaj |
| --- | ----------- | -- | -- | -- | -- | -- | -- | -- | -- | --- | ------ |
| 1   | Porsche     | 20 | 15 |    | 15 | 20 | 20 | 6  | 15 | 15  | 120    |
| 2   | Ferrari     | 6  | 12 |    | 6  |    |    | 20 |    | 20  | 64     |
| 3   | De Tomaso   |    |    | 20 | 20 |    |    | 3  | 20 |     | 63     |
| 4   | Chevrolet   | 15 | 20 |    |    |    |    | 4  |    | 10  | 49     |
| 5   | Alfa Romeo  |    |    |    |    | 8  |    |    |    |     | 8      |
| 6   | Opel        |    |    |    |    |    | 6  |    |    |     | 6      |